# 皮尔斯将军桥
皮尔斯将军桥（英語：General Pierce Bridge）是美国马萨诸塞州的一座跨越康涅狄格河的桁架桥，桥名纪念富兰克林·皮尔斯。

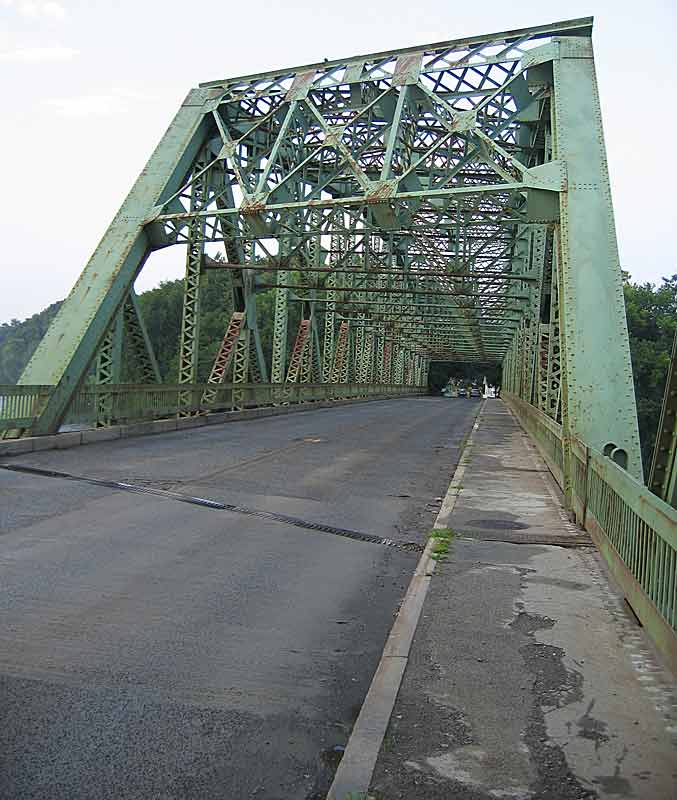
General Pierce Bridge, between spans facing northeast.